# George Lamming

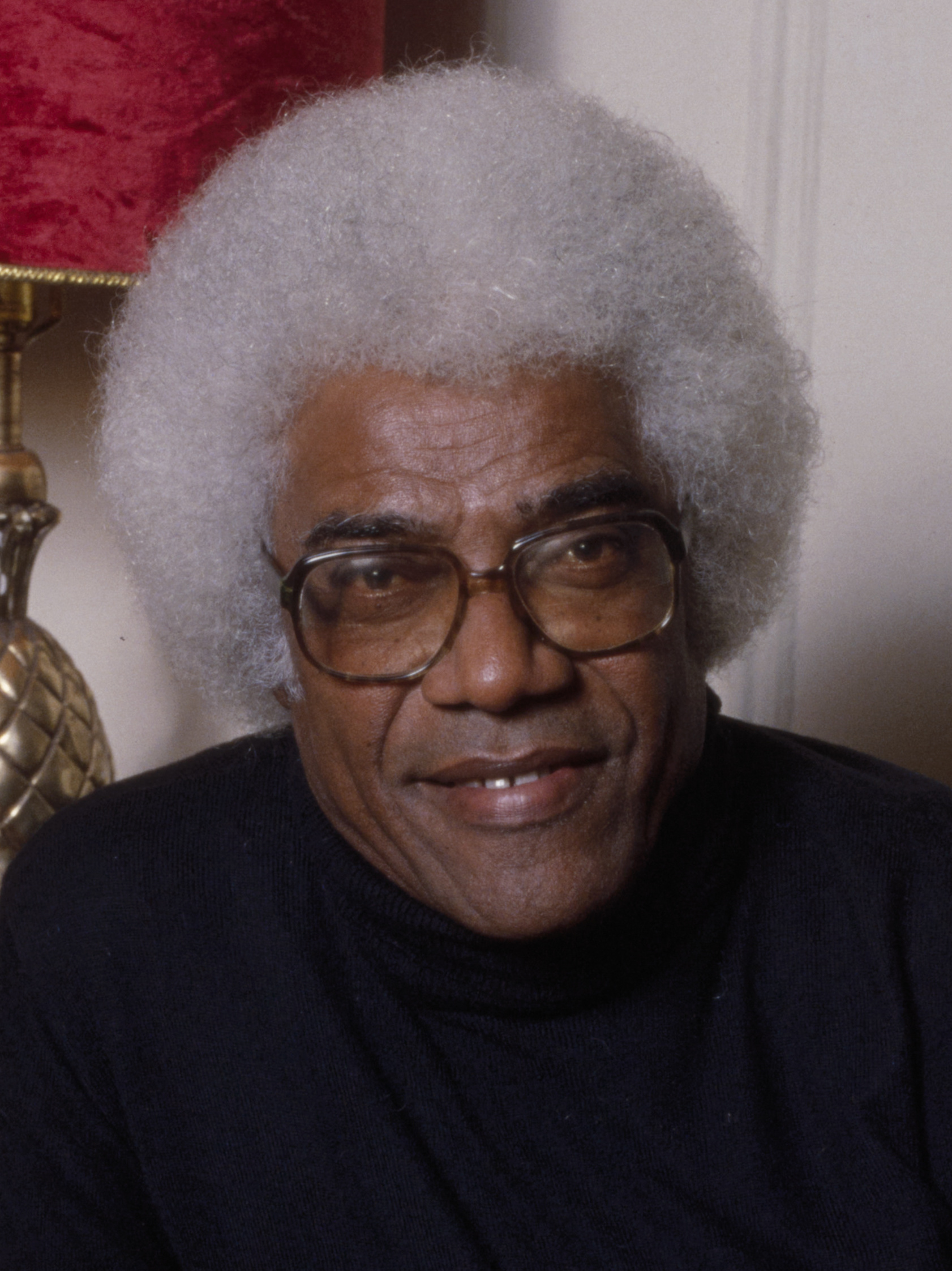
George Lamming, 1988

George Eric Lamming CHB (* 8. Juni 1927 in Carrington Village, Saint Michael; † 4. Juni 2022 in Bridgetown, Barbados) war ein barbadischer Schriftsteller, der in seinen Romanen insbesondere die Begegnung von Schwarzen mit Europa thematisierte.

## Leben
Nach dem Schulbesuch absolvierte Lamming ein Studium und war danach als Lehrer in Barbados sowie anschließend in Venezuela tätig, ehe er 1950 nach Großbritannien ging. Dort war er als Arbeiter in einer Fabrik tätig und Moderator eines Literaturprogramms im Radioprogramm der BBC für die Westindischen Inseln.
Beginnend mit seinem Debütroman In the Castle of My Skin (1953) erkundete er die Erfahrungen von Einwanderern aus den Westindischen Inseln in einer komplexen und stark strukturierten Art und Weise und setzte dies in The Emigrants (1954) fort, der 1956 unter dem Titel Mit dem Golfstrom in der deutschen Übersetzung von Janheinz Jahn erschien. Allerdings führte die Unkenntnis der meisten Leser über den Hintergrund und die sondersprachlichen Soziolekte seiner ersten Romane dazu, dass diese nur wenig Beachtung fanden. Zur finanziellen Unterstützung seiner literarischen Arbeit erhielt er 1955 ein Guggenheim-Stipendium und gehörte zu einer Reihe junger aus der Karibik stammender Autoren, die nach Großbritannien einwanderten wie C. L. R. James, V. S. Naipaul und Samuel Selvon.
In Season of Adventures (1960), der 1962 als Zeit der Abenteuer in deutscher Übersetzung veröffentlicht wurde, stellte er somit sein eigenes Dilemma als Künstler dar. 1967 wurde er zum Writer in Residence und Lektor an der University of the West Indies (UWI) ernannt und unterrichtete am dortigen Creative Arts Centre der Pädagogischen Fakultät. Des Weiteren war er zeitweise Gastprofessor an der University of Texas at Austin, University of Pennsylvania und Brown University sowie Universitätslektor in Australien, Dänemark und Tansania. 1972 erschien Natives of My Person, ein Roman mit archaischem Vokabular und mythischen Wurzeln.
Für seine Verdienste um die Literatur und Kultur seines Heimatlandes und der Karibik wurde er 1987 zum Companion of Honour des Order of Barbados ernannt sowie 1998 mit dem Orden der Karibischen Gemeinschaft geehrt. 2011 ehrte ihn der kubanische Künstlerverband Unión Nacional de Escritores y Artistas de Cuba (UNEAC) mit dem erstmals verliehenen Hibiskus-Preis der Karibik für sein Lebenswerk.
George Lamming starb im Juni 2022 im Alter von 94 Jahren.

## Veröffentlichungen
- In the Castle of My Skin. 1953
- The Emigrants. 1954
  - Mit dem Golfstrom. Roman. Aus dem Englischen von Janheinz Jahn. Hanser, München 1956
- Of Age and Innocence. 1958
- Season of Adventure. 1960
  - Zeit der Abenteuer. Roman. Aus dem Englischen übertragen von Waltraud Neuhäuser. Blanvalet, Berlin 1962
- The Pleasures of Exile. 1960
- Water with Berries. 1971
- Natives of my Person. 1972
- Cannon shot and glass beads: modern black writing. 1974
- George Lamming in Suriname. 1980
- Conversations: Essays, Addresses and Interviews 1953–1990. 1992
- Coming, Coming Home: Conversations II – Western Education and the Caribbean Intellectual. 1995; Neuauflage 2000
- Sovereignty of the Imagination: Conversations III – Language and the Politics of Ethnicity. 2004; Neuauflage 2009